# Marine éthiopienne
La marine éthiopienne, nommée marine impériale éthiopienne avant 1974 était l'une des branches des forces armées éthiopiennes. Fondée en 1955, elle a été supprimée en 1996 après l'indépendance de l’Érythrée en 1991 qui a privé l’Éthiopie de sa façade maritime sur la mer Rouge.

## La marine impériale éthiopienne

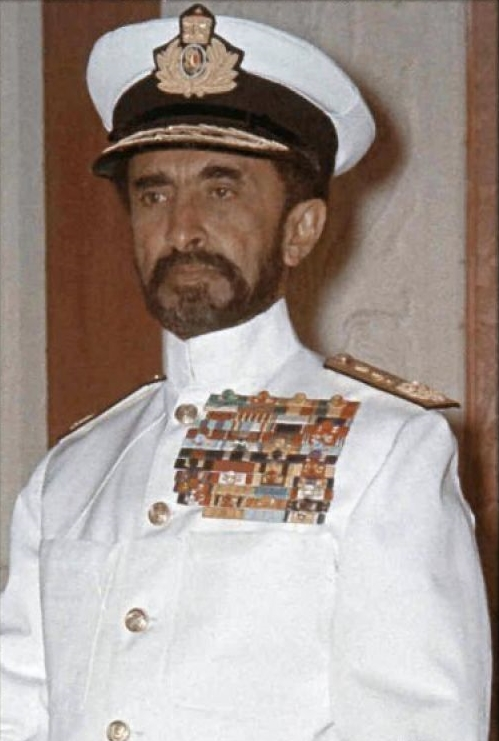
Haile Selassie portant l'uniforme de la marine éthiopienne.

### Fondation de la marine
L'Éthiopie a acquis au XXe siècle un accès à la mer Rouge lorsque les Nations unies ont décidé, en 1952, la formation d'une fédération entre cette nation et l'Érythrée, ancienne colonie italienne. En 1955, la marine, basée à Massawa a été fondée. Au début des années 1960, un certain nombre d'ateliers et autres infrastructures étaient en construction pour compléter la capacité opérative de la base.

### Organisation
En 1958, la marine est devenue une branche complètement autonome des forces armées éthiopiennes aux côtés de l'armée de terre et de l'armée de l'air, les trois branches étant placées sous le commandement du chef d'état-major des armées. Le quartier général de la marine a été installé dans la capitale, Addis-Abeba. La marine éthiopienne a été pensée et structurée comme une force permettant à ce pays d'assurer sa souveraineté nationale en mer Rouge.
La marine impériale éthiopienne a établi un total de quatre bases: Massawa était le siège du quartier général opérationnel de la marine et des installations d’entraînement; la base aéronavale et l'académie navale étaient à Asmara; Assab était le site d’une station navale, d’installations d’entraînement et d’un ponton de réparation; et il y avait une station navale et une station de communication dans l'archipel des Dahlak, dans la mer Rouge.

### Forces

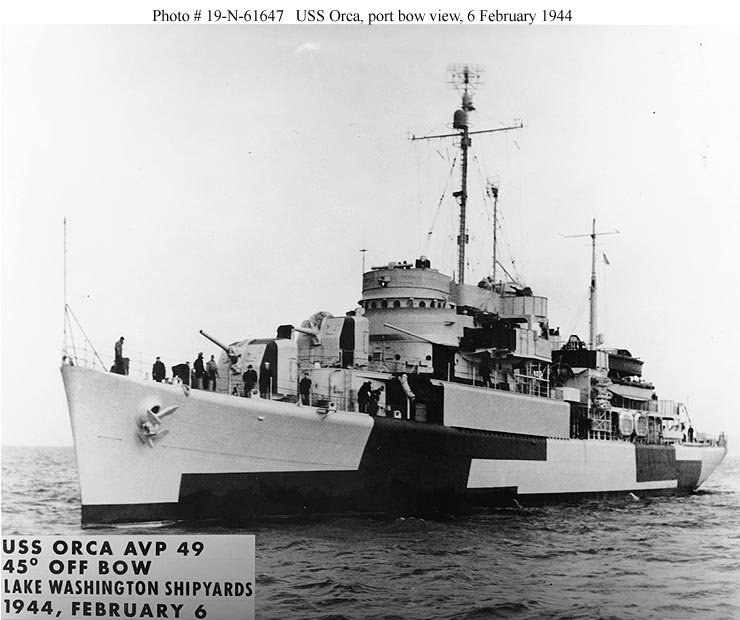
Le transport d'hydravions de la marine américaine USS Orca (AVP-49) au large de Houghton dans l'État de Washington, le 6 février 1944. Ce navire a servi dans la marine éthiopienne sous le nom dEthiopia en tant que navire-école de 1962 à 1993.

#### Personnel
À son apogée, la marine impériale comptait 3 500 hommes. Ceux qui s'y enrôlaient servaient pour une période de sept ans minimum
.

## La marine éthiopienne après la révolution
Haile Selassie a été déposé en  1974 et le Derg, un régime militaire marxiste et proche de l'URSS, a pris sa succession. Durant cette période, la marine, qui a perdu son qualificatif d'«impériale» a été réorientée vers l'Union soviétique. Certains officiers sont partis parfaire leur formation dans les académies navales soviétiques de Leningrad et Bakou. Après l'expulsion des Soviétiques des côtes somaliennes, pour leur soutien à l'Éthiopie dans leur conflit en Ogaden en 1977, la marine soviétique a établi des bases à Assab et dans les îles Dahlak et a commencé à établir un point d'appui pour son aviation navale à l'aéroport international d'Asmara. Par ailleurs, des officiers soviétiques ont intégré l'académie navale éthiopienne en tant qu'instructeurs. Les hommes enrôlés dans la marine ont continué à s'entraîner à Massawa et à servir sept ans.

## La fin de la marine éthiopienne
La guerre d'indépendance de l'Érythrée s'est achevée en 1991. Cette indépendance a refait de l'Éthiopie un territoire enclavé. Cependant cela n'a pas entrainé la disparition immédiate de la marine éthiopienne. La marine, dirigée depuis Addis-Abeba a continué à effectuer ponctuellement des patrouilles en mer Rouge à partir de ports yéménites. En 1993, ce pays a décidé d'expulser la marine éthiopienne. À cette date, l'état de certains de ces navires s'était tellement détérioré qu'ils ne pouvaient plus naviguer et les Éthiopiens les ont abandonnés sur place. Certains ont été mis à la ferraille et d'autres sabordés.
Les navires en état de prendre la mer ont été envoyés à Djibouti en 1993. Pendant un temps, les autorités éthiopiennes ont pensé que leur marine pourrait subsister, opérant à partir d'Assab en Érythrée ou bien de Djibouti et l'Éthiopie a effectué des démarches pour que l'Érythrée lui loue une jetée dans le port d'Assab d'où sa marine aurait pu opérer, mais ce pays a refusé. L'Éthiopie a aussi offert de diviser sa flotte avec le nouveau pays et de l'opérer conjointement à partir des ports érythréens mais ce pays a rapidement exprimé son intention de mettre en place sa propre marine.
Le 16 septembre 1996, Djibouti a saisi les bateaux éthiopiens car l'Éthiopie n'avait pas été en mesure de payer les taxes dues aux autorités djiboutiennes pour leur stationnement et les a vendus aux enchères pour payer l'arriéré. L'Érythrée a annoncé son intérêt pour l'achat de seize de ces navires mais n'en a finalement racheté que quatre, un bateau lance-missile de classe Osa et trois patrouilleurs, afin d'éviter d'exacerber les tensions avec le Yémen voisin. Le reste des navires a été mis à la ferraille.
Plus tard en 1996, l'état-major de la marine éthiopienne à Addis-Abeba a été dissous, ce qui a mis fin à l'existence de la marine de ce pays. Seule réminiscence, le patrouilleur GB-21 qui a été transféré sur le lac Tana. En 2009, c'était l'unique embarcation militaire de l'Éthiopie .